# Dryolimnas chekei
Dryolimnas chekei (лат.) — вымерший вид птиц из семейства пастушковых. Был эндемиком Маврикия (Маскаренские острова). Описан в 2019 году британским орнитологом Джулианом П. Хьюмом. Видовое название присвоено в честь британского эколога Энтони С. Чеке.
Ранее упоминался как не описанный вымерший таксон. Считался изолированной популяцией Dryolimnas cuvieri cuvieri (эти птицы изредка залетают на Маврикий). Возможно, Dryolimnas chekei — это «малые пастушки», упомянутые голландскими исследователями. В этом случае «большие пастушки» это Aphanapteryx bonasia.